# Carl Johann Hartman
Carl Johan(n) Hartman (Gävle Parish, Suecia, 1790-Gävle, 1849) fue un médico, botánico, pteridólogo, briólogo, algólogo sueco.
Estudió Medicina y ejerció como médico en la localidad de Gävle de 1833 a 1849, escribió The Home Physician, libro sobre las dolencias más comunes, muy popular en la Suecia del siglo XIX.
Fue recolector de especímenes vegetales y botánico especializado en Algae, Bryophitas, Pteridophytas, Spermatophytas.
Nombró y describió al género Coeloglossum Hartman (1820) de la familia Orchidaceae.

## Obras
- The Home Physician Hartman, Carl Johan.
- Genera Graminum in Scandinavia Indigenorum Recognita Hartman, Carl Johan. Publi. 27 nov. 1819.
- Hanbok i Skandinaviens Flora,....Hartman, Carl Johan. Publi 1 oct. 1820